# Inkeri Anttila

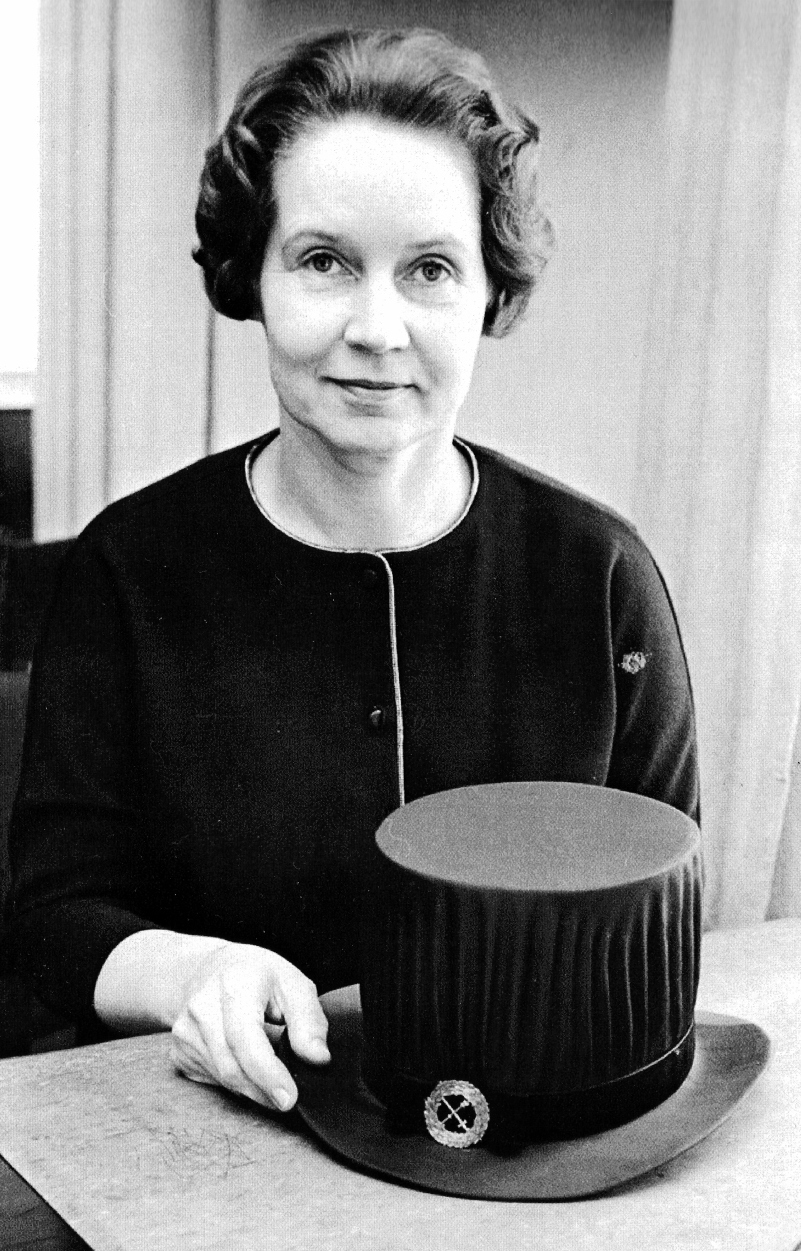
Foto der finnischen Rechtsanwältin Inkeri Anttila. Aufnahme nach ihrer Antrittsvorlesung als neu ernannte Professorin für Strafrecht an der Universität Helsinki. Hier ist sie mit ihrem Doktorhut abgebildet, den sie nach ihrer Disputation 1946 bei der Promotion erhielt.

Sylvi Inkeri Anttila (* 29. November 1916 in Wyborg, Russisches Kaiserreich; † 6. Juli 2013 in Helsinki, Finnland) war eine finnische Juristin, Politikerin und Hochschullehrerin. Sie war die erste Frau in Finnland, die 1946 in Rechtswissenschaften promovierte, 1961 die erste Professorin für Strafrecht in Finnland und 1975 die erste Justizministerin in Finnland.

## Leben und Werk
Anttila wurde als Sylvi Inkeri Metsämies als das einzige Kind des Anwalts Veini Metsämies und der Musikerin Sylvi Airio geboren. Sie heiratete 1934 den Lungenfacharzt Sulo Anttila, mit dem sie bis 1944 drei Kinder bekam. Anttila studierte ab 1933 an der Juristischen Fakultät der Universität Helsinki, wo sie 1937 den Master of Laws erhielt. 1942 legte sie die Anwaltsprüfung ab. Sie zog mit ihrer Familie nach Imatra, wo ihr Mann in einem Sanatorium arbeitete und die Familie während des Fortsetzungskrieges fünfmal evakuiert wurde. Anttila promovierte 1946 an der Universität Helsinki mit der Dissertation Loukatun suostumus, oikeudenvastaisuuden poistavana perusteena.
Anttila wurde 1947 außerordentliche Professorin für Straf- und Verfahrensrecht an der Universität Helsinki und habilitierte im Jahr darauf im Strafrecht. In den 1950er Jahren arbeitete sie in der Kriminalpolitik, indem sie Schulungen für Gefängnispersonal organisierte. 1954 schloss sie ihr Studium mit dem Bachelor in Politik und zehn Jahre später mit dem Lizentiat in Politik ab.
Anttila wurde 1961 auf eine ordentliche Professur an der Universität Helsinki berufen und wurde damit die erste Professorin für Strafrecht in Finnland. Sie wurde 1963 die erste Direktorin des Instituts für Kriminologie im finnischen Justizministerium und leitete verschiedene Regierungskommissionen zu Jugendkriminalität, Abtreibung und Frauenrechten.
Sie wurde am 13. Juni 1975 vom stellvertretenden Premierminister Keijo Liinamaa zur Justizministerin ernannt und bekleidete diese Position bis zum 30. November 1975, als eine neue Koalitionsregierung gebildet wurde. Dank Anttila wurde auch die erste Präsidentin des Berufungsgerichts in Finnland, Ritva Hyöky, am Berufungsgericht in Vaasa ernannt. Anttila war die erste Justizministerin in Finnland und führte während ihrer sechsmonatigen Amtszeit Diskussionen über die Reform von bedingten Haftstrafen, Trunkenheit am Steuer und Bewährung.  

## Gesetzgebungsarbeit zur finnischen Kriminalpolitik
Bereits in den 1940er Jahren war sie Sekretärin des Jugendgerichtsausschusses, dessen Aufgabe es war, das Jugendstrafrecht zu reformieren. Danach war sie Mitglied, stellvertretende Vorsitzende oder Vorsitzende mehrerer Ausschüsse, die sich mit Strafrecht befassten. Als stellvertretende Vorsitzende des Strafgesetzbuchprojekts von 1980 bis 1997 hatte ihre Ansicht einen großen Einfluss auf die Gesamtreform des Strafgesetzbuchs. 1981 wurde in Helsinki das in Verbindung mit der UNO gegründete Europäische Institut für Kriminalpolitik (HEUNI) gegründet, welches Anttila von 1982 bis 1986 leitete. Aufgabe des Instituts war und ist der strafrechtliche, kriminologische und kriminalpolitische Austausch zwischen den Ländern Europas einerseits und der UNO andererseits.
Anttila starb 2013 in Helsinki im Alter von 96 Jahren.

## Auszeichnungen (Auswahl)
- 1983: Sellin-Gluck-Preis der American Society of Criminology
- 1992: Testimonial, das der Generalsekretär der Vereinten Nationen in Anerkennung ihres engagierten Dienstes zur Unterstützung des UN-Programms für Kriminalität und Justiz verlieh
- 2011: European Criminology Award der European Society of Criminology

## Veröffentlichungen (Auswahl)
- Current Scandinavian criminology and crime control. Helsinki: Research Institute of Legal Policy, 1974, ISBN 978-9517040198.
- Incarceration for crimes never committed. Helsinki: Research Institute of Legal Policy., 1975, ISBN 978-9517040266.
- Women in the criminal justice system. Helsinki: Research Institute of Legal Policy, 1979, ISBN 978-9517040587.
- mit Lahti Raimo, Törnudd Patrik: Ad ius criminale humanius: essays in criminology, criminal justice and criminal policy. Helsinki: Finnish Lawyers' Association, 2001, ISBN 978-9518551938.